# Sowerbyella phlyctispora
Sowerbyella phlyctispora är en svampart som först beskrevs av Lepr. & Mont., och fick sitt nu gällande namn av Hohmeyer & J. Moravec 1995. Sowerbyella phlyctispora ingår i släktet Sowerbyella och familjen Pyronemataceae.   Inga underarter finns listade i Catalogue of Life.